# سیارک ۲۴۹۱۹
سیارک ۲۴۹۱۹ (به انگلیسی: 24919 Teruyoshi، نامگذاری:1997ER17) بیست و چهار هزار و نهصد و نوزدهمین سیارک کشف شده‌است که در ۳ مارس ۱۹۹۷ کشف شد.
قدر مطلق سیارک برابر ۱۱.۲ است.